# Dąbie (Nowy Dwór)
Dąbie – część wsi Nowy Dwór w Polsce, położona w województwie kujawsko-pomorskim, w powiecie sępoleńskim, w gminie Więcbork.
W latach 1975–1998 Dąbie administracyjnie należało do województwa bydgoskiego.